# Love Machine
"Love Machine" (em português: Máquina de Amor) é o título do 6° single do grupo pop britânico Girls Aloud, e o terceiro do seu segundo álbum de estúdio, What Will the Neighbours Say?. O single foi lançado no Reino Unido em 13 de setembro de 2004 pela gravadora Polydor Records. Em dezembro de 2006, foi eleita pela Nokia como a segunda música mais divertida da história, atrás apenas de "Song 2", da banda inglesa Blur.

## Lançamento e recepção
A canção tornou-se um dos singles mais populares do grupo, sendo bem recebido pela crítica. O jornal inglês "The Guardian" classificou a música como um "perfeito exemplo do pop animado de Xenomania (produtor musical do grupo)." O canal "Virgin Media" afirmou que a canção "soa tão diferente de tudo que está nas paradas agora, provando mais uma vez que elas ainda são uma das mais excitantes bandas pop do momento."
Uma versão demo de "Love Machine" foi lançada na coletânea Popjustice: 100% Solid Pop Music. Esta versão foi cantada por Cheryl Cole e Nadine Coyle, com versos muito diferentes da versão lançada, até mesmo com a frase "Love Machine" sendo excluída da letra.
Durante a turnê "Chemistry Tour", antes do segundo refrão da música, há um interlúdio. As garotas cantam "1 Thing", da cantora Amerie. Após o intervalo, a música continua a partir do ponto em que parou. Durante a turnê "The Sound of Girls Aloud: The Greatest Hits Tour", há um interlúdio semelhante, onde uma grande banda foi incluída, e Cheryl toma uma taça de champagne.

## Videoclipe
O vídeo de "Love Machine" foi dirigido por Stuart Gosling, e se passa na fictícia boate "Eskimo Club". No início, Cheryl se interessa por um dos músicos do clube, mas logo todas elas encaminham-se para uma mesa. No entanto, logo elas estão distraídas pelos homens do local, que fazem truques para chamar a atenção das meninas.
Em um ambiente separado, de fundo escuro e luzes coloridas, as garotas dançam e, finalmente, elas parecem perder a timidez e começam a dançar no "Eskimo Club" também. No final do vídeo as meninas saem do clube cansadas e descalças.

## Versão do Arctic Monkeys
O grupo britânico Arctic Monkeys regravou a musica ao vivo em uma rádio.

## Faixas e formatos
Esses são os principais formatos e tracklists lançados do single de "Love Machine".
| #                           | Título                              | Duração |
| --------------------------- | ----------------------------------- | ------- |
| UK CD1 (Polydor)            |                                     |         |
| 1.                          | "Love Machine"                      | 3:25    |
| 2.                          | "The Show" (Flip 'n' Fill Remix)    | 5:35    |
| UK CD2 (Polydor)            |                                     |         |
| 1.                          | "Love Machine"                      | 3:25    |
| 2.                          | "Love Machine" (Gravitas Disco Mix) | 7:30    |
| 3.                          | "Androgynous Girls"                 | 4:39    |
| 4.                          | "Love Machine" (Video)              | 3:39    |
| 5.                          | "Love Machine" (Karaoke)            | 3:39    |
| 6.                          | "Love Machine" (Jogo)               | 3:39    |
| UK Vinyl single 3 (Polydor) |                                     |         |
| 1.                          | "Love Machine"                      | 3:25    |
| 2.                          | "Love Machine" (Tony Lamezma Mix)   | 6:15    |

### Versões
Essas são as versões oficiais e remixes realizados em suas respectivas tracklists:
| Versão                     | Onde foi lançado                                                               |
| -------------------------- | ------------------------------------------------------------------------------ |
| Album Version              | "Love Machine" single, What Will the Neighbours Say?, The Sound of Girls Aloud |
| Gravitas Disco Mix         | "Love Machine" single                                                          |
| Tony Lamezma Mix           | "Love Machine" single                                                          |
| Video                      | "Love Machine" single, Girls on Film (DVD), Style (DVD)                        |
| Live at Hammersmith Apollo | "Long Hot Summer" single                                                       |
| Demo Version               | Popjustice: 100% Solid Pop Music                                               |

## Desempenho nas paradas
"Love Machine" estreou no UK Singles Chart em segundo lugar, atrás de "Call on Me" do cantor Eric Prydz. O single permaneceu no segundo lugar na segunda semana. "Love Machine" também chegou ao sexto lugar nas paradas de Downloads do Reino Unido.
| Chart (2004)                | Posição |
| --------------------------- | ------- |
| Reino Unido - Singles Chart | 2       |
| Irlanda                     | 9       |
| Grécia                      | 42      |
| Polónia                     | 88      |